# Быков, Вениамин Евгеньевич
Вениамин Евгеньевич Быков (5 октября 1911 — 13 декабря 1981) — советский архитектор, специалист по архитектуре зрелищных зданий. Доктор архитектуры (1973).

## Биография
Вениамин Быков родился 5 октября 1911 года. В 1935 году окончил Московский архитектурный институт и устроился на работу в мастерскую № 7 Моссовета (руководитель К. С. Мельников). Принимал участие в проектировании планировки Юго-Западного района Москвы и жилого комплекса для комбината газеты «Известия». Позднее выполнил ряд самостоятельных проектов, среди которых жилой дом на Суворовской улице в Москве и здание заводоуправления в городе Кулебаки Нижегородской области. Был приглашён в Алма-Ату, где занимался оформлением интерьеров дома культуры и школы-семилетки.
В 1939 году поступил в аспирантуру Академии архитектуры СССР. В 1941 году вступил в Союз архитекторов СССР. Учёбу прервала Великая Отечественная война. В качестве уполномоченного Академии архитектуры СССР Вениамин Быков отправился в Барнаул, где занимался размещением эвакуированных предприятий, проектированием рабочих посёлков и промышленных зданий. В 1943 году возобновил занятия в институте аспирантуры в Чимкенте, а в 1947 году в Москве защитил кандидатскую диссертацию «Основы архитектурной композиции открытых театров».
В 1953 году вступил в КПСС. Окончил Университет марксизма-ленинизма. С 1953 года заведовал сектором зрелищных и спортивных сооружений Академии архитектуры СССР. В 1965—1974 годах — заведующий отделом театральных зданий в ЦНИИЭП зрелищных зданий и спортивных сооружений Госгражданстроя. С середины 1970-х годов возглавил сектор Свода памятников истории и культуры народов СССР во ВНИИ искусствознания.
Основной сферой деятельности Вениамина Быкова была театральная архитектура. Совместно с режиссёрами Н. Охлопковым, А. Брянцевым, Н. Акимовым, Ю. Завадским и другими он разработал проекты театральных зданий. Одна из предложенных Быковым идей легла в основу проекта здания Ленинградского театра юного зрителя (1962, архитектор А. В. Жук). На работы Быкова опирались также авторы проектов драматического театра в Туле, театров юного зрителя в Нижнем Новгороде и Ярославле, московских Музыкального детского театра и Театра на Таганке. В 1973 году Вениамин Быков защитил докторскую диссертацию «Проблемы театральной архитектуры и сценография».
Занимался педагогической деятельностью. Читал лекции по истории искусства и архитектуры. Автор более 50 публикаций, среди которых статьи по истории архитектуры античной Греции, Италии, эпохи Возрождения, Франции. Принимал участие в капитальных изданиях «Всеобщая история искусств» и «Всеобщая история архитектуры». Автор монографии о Г. П. Гольце, который был одним из его учителей.
Вениамин Быков умер 13 декабря 1981 года.